# کشتار المپیک مونیخ

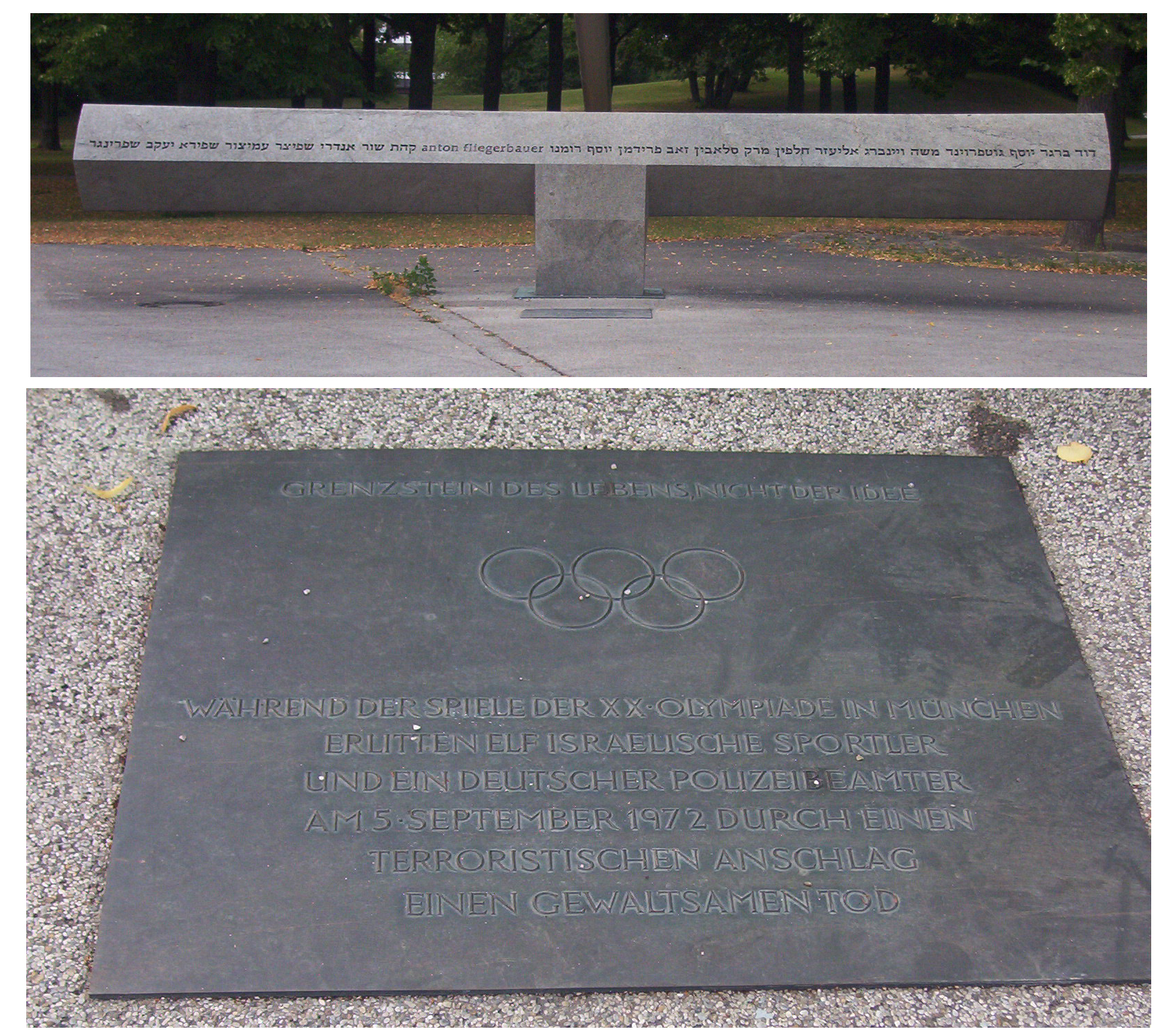
سنگ یادبود ورزشکاران اسرائیلی کشته شده در جریان گروگانگیری، پارک المپیک مونیخ

کشتار مونیخ حمله‌ای بود که به‌وسیلهٔ اعضای گروه فلسطینی سپتامبر سیاه در جریان بازی‌های المپیک تابستانی ۱۹۷۲ مونیخ در آلمان غربی علیه اعضای گروه ورزشی اسرائیل انجام و به گروگان‌گیری و کشتن آن‌ها و یک پلیس آلمانی انجامید. اندکی پس از آغاز حمله، فلسطینیان خواهان آزادی ۲۳۴ زندانی از زندان‌های اسرائیل، و همچنین آزادی بنیان‌گذاران ارتش سرخ آلمان (آندره‌آس بادر و اولریکه ماینهوف) از زندان‌های آلمان شدند. سپتامبر سیاه این عملیات را به یاد دو روستای فلسطینی مسیحی که ساکنانشان در ۱۹۴۸ به‌وسیلهٔ هاگانا تبعید شده‌بوند «ایکریت و بیرام» نامیده‌بود.
به‌نظر می‌رسد تروریست‌ها تجهیزات خود را از نئونازی‌های آلمان دریافت کرده‌بودند. در جریان عملیات ناموفق نجات، هر یازده گروگان، پنج نفر از هشت تروریست، و یک مأمور پلیس آلمان کشته‌شدند. سه تروریستی که زنده مانده‌بودند دستگیر شدند، اما دولت آلمان غربی در پی ربوده‌شدن یکی از هواپیماهای شرکت لوفت‌هانزا به‌وسیلهٔ سپتامبر سیاه آن‌ها را آزاد کرد. اسرائیل در پاسخ به آزادی آدمکشان، عملیات بهار جوانی و «خشم خدا» را اجرا کرد که طی آن‌ها سازمان جاسوسی و نیروهای ویژهٔ آن به‌طور برنامه‌ریزی‌شده فلسطینیان مظنون به دست داشتن در این کشتار را یافتند و کشتند.
استیون اسپیلبرگ کارگردان و تهیه‌کنندهٔ مشهور آمریکایی، در سال ۲۰۰۵ فیلم «مونیخ» را دربارهٔ این کشتار و عملیات انتقامی اسرائیل موسوم به «خشم خدا» کارگردانی کرد.

## پیشینه
بازی‌های المپیک ۱۹۷۲ مونیخ در زمان گروگان‌گیری وارد هفتهٔ دوم خود شده‌بود. به‌منظور کمک به فراموشی پیشینهٔ نظامی‌گرای آلمان، و به ویژه المپیک ۱۹۳۶ برلین که آدولف هیتلر رهبر نازی از آن برای مقاصد تبلیغاتی استفاده کرده‌بود؛ کمیتهٔ سازمان‌دهندهٔ المپیک آلمان غربی باز و دوستانه بودن فضا در دهکدهٔ بازی‌ها را تشویق می‌کرد. برابر ادعای فیلم مستند یکی از روزهای سپتامبر تدابیر امنیتی در دهکدهٔ بازی‌ها عمداً شدید نبود و ورزشکاران معمولاً بدون نشان دادن مدارک کافی مجاز به رفت‌وآمد در آن بودند. بسیاری از ورزشکاران با پریدن از روی حصار سیمی گرداگرد دهکده اتاقک‌های نگهبانی را دور می‌زدند.
شموئل لالکین، سرپرست گروه اسرائیل، از پیش از رسیدن ورزشکاران به مونیخ، نسبت به نبود نگهبانان مسلح و شرایط محل اقامت ورزشکاران اسرائیلی ابراز نگرانی کرده‌بود. تیم اسرائیل در بخش دورافتاده‌ای از دهکدهٔ بازی‌ها، و در طبقهٔ همکف ساختمان کوچکی نزدیک یکی از دروازه‌ها اسکان داده‌شده‌بود. از دید لالکین این وضعیت شرایط را برای حملهٔ تروریستی از بیرون مناسب می‌کرد. به‌نظر می‌رسد مقامات آلمانی به لالکین اطمینان داده‌بودند تدابیر امنیتی بیشتری برای محافظت از گروه اسرائیل به‌کار خواهند بست، اما لالکین در درستی این قول شک داشت.
سازمان‌دهندگان بازی‌ها از گئورگ زیبر، روان‌شناس جنایی آلمانی، خواسته‌بودند برای کمک به برنامه‌ریزی امنیتی ۲۶ سناریوی تروریستی طراحی کند. سناریوی شمارهٔ ۲۱ او دقیقاً حملهٔ فلسطینیان به ساختمان گروه اسرائیل، آدمکشی و گروگان‌گیری، و درخواست آزادی زندانیان از اسرائیل و هواپیما برای رفتن از آلمان را پیش‌بینی کرده‌بود. با این‌همه، مسئولان نه برای پیش‌گیری از سناریوی ۲۱ چاره‌ای اندیشیدند و نه برای پیش‌گیری از سناریوهای دیگر، چون چنین چاره‌هایی با هدف «بازی‌های شاد» و بدون تدابیر امنیتی شدید متضاد بود.

## آگاهی آلمان از حمله
مجلهٔ آلمانی اشپیگل در سال ۲۰۱۲ در صفحهٔ اصلی خود نوشت که مقامات آلمانی از سه هفته پیش از کشتار، هشدار آن را از یک منبع خبری فلسطینی در بیروت دریافت کرده‌بودند. منبع خبری گفته‌بود که فلسطینیان در حال برنامه‌ریزی برای ایجاد «حادثه» ای در بازی‌های المپیک هستند، و وزارت امورخارجهٔ آلمان آن را به مقامات امنیتی مونیخ منتقل کرد و از ایشان خواست «هرگونه تدبیر امنیتی لازم» را بیندیشند. با این‌همه، مقامات اقدامی دربرابر هشدار نکردند و تا چهل سال نیز دریافت آن را نپذیرفتند. مجلهٔ اشپیگل می‌افزاید این تنها بخشی از پنهانکاری چهل‌سالهٔ مقامات آلمان دربارهٔ برخورد نادرست ایشان با این رویداد بوده است.

## گروگان‌گیری
ورزشکاران اسرائیلی شب ۴ سپتامبر را بیرون از دهکدهٔ بازی‌ها و با دیدن نمایش «ویولون‌زن روی بام» و خوردن شام با بازیگر اسرائیلی آن، شموئل رادنسکی گذراندند. در بازگشت، لالکین به پسر ۱۳ ساله‌اش که با یوسف رومانو ی وزنه‌بردار و الیعزر هالفین کشتی‌گیر دوست شده‌بود اجازه نداد با گروه به دهکده بیاید، و چه‌بسا با این کار باعث نجات جان پسر شد.
در ساعت ۴:۳۰ بامداد و هنگامی که ورزشکاران در خواب بودند، هشت عضو شاخهٔ سپتامبر سیاه سازمان آزادیبخش فلسطین درحالی که پوشش ورزشی دربرداشتند و در ساک‌های برزنتی‌شان تفنگ‌های کلاشنیکف، اسلحهٔ کمری توکارِف و نارنجک گذاشته‌بودند، پس از گذر از حصار سیمی دومتری با کمک چند ورزشکار که به چیزی مشکوک نشده و آن‌ها هم در حال گذر از حصار بودند، وارد دهکده شدند. این ورزشکاران در آغاز آمریکایی معرفی شده‌بودند، اما چند دهه بعد مشخص شد که کانادایی بودند. فلسطینیان سپس با کلیدهای ربوده‌شده به دو آپارتمان محل اسکان ورزشکاران اسرائیلی در شمارهٔ ۳۱ خیابان Connolly وارد شدند.
به‌هنگام تلاش مهاجمان برای آمدن به‌درون آپارتمان شمارهٔ ۱ که محل اسکان مربیان و مسئولان اسرائیلی بود، یوسف گوت‌فرویند، داور کشتی، بیدار شد و همچنان که برای بیدار کردن هم‌اتاقانش فریاد می‌زد، هیکل ۱۳۵ کیلوگرمی‌اش را به در فشرد تا از آمدن تروریست‌ها به درون جلوگیری کند و این‌چنین به هم‌اتاقش توویا سوکولووسکی، مربی وزنه‌برداری، فرصت داد با شکستن شیشه بگریزد. موشه وَینبرگ، مربی کشتی، با تروریست‌ها درگیر شد و آن‌ها تیری به گونه‌اش زدند؛ سپس وادارش کردند برای یافتن گروگان‌های بیشتر کمکشان کند. وینبرگ با گذراندن تروریست‌ها از کنار آپارتمان ۲، به‌دروغ به آن‌ها گفت که ساکنان آن اسرائیلی نیستند؛ و آن‌ها را به آپارتمان ۳ برد که محل اسکان کشتی‌گیران و وزنه‌برداران درشت‌هیکل اسرائیلی بود. تروریست‌ها در آنجا شش کشتی‌گیر و وزنه‌بردار را به گروگان‌ها افزودند. شاید وینبرگ امید داشت مردان نیرومندتر بخت بیشتری برای پیکار با تروریست‌ها داشته‌باشند، اما آن‌ها همه در خواب غافلگیر شدند.
همچنان که تروریست‌ها ورزشکاران را به آپارتمان ۳ یعنی محل اقامت مربیان می‌بردند، وینبرگ بار دیگر به آن‌ها حمله کرد و در فرصتی که این‌چنین به دست آمد، گاد تسوباری، یکی از کشتی‌گیران توانست از راه پارکینگ زیرزمینی بگریزد. وینبرگ درشت هیکل یکی از تروریست‌ها را با مشت بیهوش و تروریست دیگری را با چاقوی میوه‌خوری زخمی‌کرد. سپس تروریست‌ها با تیراندازی به وینبرگ او را کشتند و جنازه‌اش را از پنجره به پیاده‌رو انداختند. یوسف رومانوی وزنه‌بردار نیز به تروریست‌ها حمله و یکی از آن‌ها را زخمی‌کرد. او سپس با تیراندازی تروریست‌ها کشته‌شد.
پس از این رویدادها نُه گروگان برای تروریست‌ها ماند. آن‌ها افزون بر گوت‌فرویند؛ کهات شور، مربی تیراندازی؛ آمیتزور شاپیرا، مربی دوومیدانی؛ آندره شپیتسر، مربی شمشیربازی؛ یاکوو شپرینگر، داور وزنه‌برداری؛ کشتی‌گیران الیعزر هالفین و مارک سلاوین؛ و وزنه‌برداران داوید برگر و زعِو فریدمن بودند. برگر مهاجری آمریکایی با تابعیت دوگانه بود؛ و سلاوین ۱۸ ساله که جوان‌ترین گروگان بود تنها چهار ماه مانده به المپیک از شوروی به اسرائیل آمده بود. به‌گفتهٔ Groussard Serge روزنامه‌نگار، تروریست‌ها گوت‌فرویند که درشت‌هیکل‌ترین گروگان بود را مانند مومیایی پیچیده و به صندلی بسته‌بودند. بقیه با دست و پای بسته در دو دستهٔ چهارتایی بر روی دو تخت در اتاق‌های شپرینگر و شاپیرا قرار داده‌شده‌بودند. سپس تروریست‌ها آن‌ها را به هم بستند. آن‌ها جنازهٔ سوراخ سوراخ رومانو را برای تهدید جلوی پای دوستانش رها کرده‌بودند.
از دیگر اعضای گروه ورزشکاران اسرائیلی، پروفسور شائول لادانی پیش‌کسوت در رشتهٔ راه‌پیمایی، در آپارتمان ۲ با فریادهای گوت‌فرویند بیدارشد و درمیان تیراندازی تروریست‌ها از پنجرهٔ پشتی اتاق‌خواب به محوطهٔ چمنکاریِ بیرون پرید. او سپس بیل باوئرمن (Bill Bowerman) مربی آمریکایی دوومیدانی را بیدار و پلیس را خبر کرد. در پی آن، باوئرمن با نیروهای آبی-خاکی آمریکا تماس گرفت و از آن‌ها خواهان محافظت از ورزشکاران یهودی آمریکا یعنی مارک سپیتز شناگر و بیل شمیت پرتابگر نیزه شد. لادانی نخستین کسی بود که از حمله خبرداد. چهار ساکن دیگر آپارتمان ۲ (تیراندازان هنری هرشکوویتس و زلیگ ستروخ، و شمشیربازان دن آلون و یهودا وَیزنشتَین و لالکین به‌همراه دو پزشک گروه خود را پنهان کردند و سپس از ساختمان محاصره‌شده گریختند. دو ورزشکار زن اسرائیلی؛ دوندهٔ سرعت و بامانع استر شاهامورو و شناگر شلومیت نیر در ساختمان جداگانه‌ای در دهکده اسکان داده‌شده‌بودند. سه عضو دیگر گروه اسرائیل؛ یعنی دو قایقران و مربی آنها، در شهر کیل درفاصلهٔ ۹۰۰ کیلومتری مونیخ اسکان داده‌شده‌بودند.
در گزارش‌های بعدی مشخص شد که تروریست‌ها از افراد موسوم به «فدائیان» از اردوگاه‌های آوارگان لبنان، سوریه و اردن هستند. آن‌ها با مشخصات زیر شناسایی شدند: Luttif Afif (عیسی) رهبر گروه (گفته شده‌بود که سه برادر عیسی نیز عضو گروه سپتامبر سیاه و دو تن از ایشان در زندان‌های اسرائیل بودند)، دستیارش یوسف نزال (تونی)، و اعضای دیگر عفیف احمد حمید (پائولو)، خالد جمال (صلاح)، Ahmed Chic Thaa (Abu Halla), Mohammed Safady (بدران)، Adnan Al-Gashey (Denawi)، و پسرعمویش Jamal Al-Gashey (سمیر). به‌نوشتهٔ سایمون ریو (Simon Reeve)، عفیف، نزال و یکی دیگر از همدستانشان در مشاغل مختلفی در دهکدهٔ بازی‌ها کارکرده و نزدیک به دو هفته قربانیانشان را تحت نظر گرفته‌بودند. یکی از اعضای تیم اروگوئه، که با اسرائیل در یک ساختمان اسکان داده‌شده‌بود، گفت که کم‌تر از ۲۴ ساعت پیش از حادثه نزال را در ساختمان دیده‌بود، اما چون فرض بر این بود که او از کارکنان دهکده است، حضورش پرسشی برنینگیخت دیگر اعضای گروه چند روز پیش از حمله، با قطار و هواپیما به دهکده آمدند. همهٔ اعضای تیم‌های اروگوئه و هنگ‌کنگ که آن‌ها هم با گروه اسرائیل در یک ساختمان بودند، در جریان حادثه بدون آسیب‌دیدگی آزاد شدند.

## واکنش‌های جهانی
گلدا مئیر، نخست‌وزیر اسرائیل، و کمیتهٔ دفاع اسرائیل به موساد مأموریت محرمانه داد کسانی را که تصور می‌شد در این کشتار دست‌داشته‌اند پیدا کند و بکشد. موساد به‌این منظور با کمک شعبه‌هایش در اروپا چند گروه ویژه برای یافتن و کشتن فدائیان ایجاد کرد.
در تاریخ ۵ سپتامبر ۱۹۷۲ اسرائیل در پیامی فوری و محرمانه به سفیرش در بن (پایتخت آلمان غربی) اعلام کرد: «دولت اسرائیل با تروریست‌ها مذاکره نخواهد کرد و توقع دارد که مقامات آلمان هر چه در توان دارند برای نجات گروگان‌ها انجام دهند.»
به دنبال اصرار اسرائیل برای حمله به گروگان‌ها، زوی زمیر رئیس وقت موساد، در گزارشی به نخست‌وزیر و سایر مقامات بلندپایهٔ اسرائیل گفته است: «حتی حداقل تلاش را برای نجات جان گروگان‌ها انجام ندادند. حتی حداقل خطر کردن را برای نجات افراد خودشان و افراد ما انجام ندادند.»

## گفتگو با تروریست‌ها
گروگان‌گیران خواهان آزادی ۲۳۴ زندانی فلسطینی و غیرعرب از زندان‌های اسرائیل و دو تروریست آلمانی به‌نام‌های آندره‌آس بادر و اولریکه ماینهوف، بنیان‌گذاران ارتش سرخ آلمان، از زندان‌های آلمان و انتقال امن آن‌ها به مصر شدند. تروریست‌ها برای نشان‌دادن مصمم بودنشان جنازهٔ وینبرگ را بیرون جلوی در ساختمان انداختند. اسرائیل بی‌درنگ پاسخ داد: «گفتگویی انجام نخواهدشد.» سیاست وقت دولت اسرائیل خودداری از انجام هرگونه گفتگو با تروریست‌ها تحت هر شرایطی بود، چون از دید این دولت، انجام گفتگو می‌توانست زمینه‌ساز حمله‌های تروریستی آینده شود. گفته شده است که مقامات آلمان به‌رهبری صدراعظم ویلی برانت و وزیر کشور هانس-دیتریش گنشر درخواست اسرائیل را برای فرستادن یک واحد از نیروهای ویژهٔ آن کشور به آلمان نپذیرفت. برونو مِرک، وزیر امور داخلی دولت استان بایرن، که با گنشر و مانفرد شرَیبِر رئیس پلیس مونیخ ریاست کارگروه بحران را بر عهده داشت، وجود چنین درخواستی را تکذیب کرده است.
به‌نوشتهٔ John K. Cooley خبرنگار، یهودی بودن گروگان‌ها وضعیت سیاسی پیچیده‌ای را در آلمان پدیدآورده بود. مانفرد شرَیبِر و برونو مِرک به‌طور مستقیم با تروریست‌ها گفتگو کردند و به آن‌ها پیشنهاد پرداخت پول نامحدود و تضمین جانی دادند. به‌نوشتهٔ Cooley تروریست‌ها پاسخ دادند "نه پول برای ما ارزشی دارد و نه زندگی." شماری اعضای مصری اتحادیهٔ عرب و کمیتهٔ بین‌المللی المپیک (IOC) تلاش کردند با تروریست‌ها به توافق برسند، اما بی‌فایده بود. با این حال مشخص بود که گفتگو کنندگان توانسته‌بودند به تروریست‌ها این تصور را القا کنند که درخواست‌هایشان در دست بررسی است، و از همین رو عیسی مهلتش را پنج بار تمدید کرد. با افزایش فشار بر IOC و جان‌باختن نخستین ورزشکار، بازی‌ها به‌مدت ۱۲ ساعت تعطیل شد. از فرانک شورتر، دوندهٔ ماراتن آمریکایی که رویدادها را از پنجرهٔ ساختمان محل اقامتش می‌دید نقل شده است: "فکرشو بکنین اون بیچاره‌ها اونجا چی میکشن. هر پنج دقیقه یه بار یه روانی مسلسل‌به‌دست میگه 'دیگه بکشیمشون.' بعد یکی دیگه میگه 'نه؛ حالا یه کم صبر کنیم.' آدم چه قد میتونه این وضعو تحمل کنه؟"
در ساعت ۴:۳۰ بعدازظهر گروه کوچکی از نیروهای پلیس آلمان به دهکدهٔ بازی‌ها فرستاده‌شدند. آن‌ها اعضای پلیس مرزبانی بودند که پوشش ورزشی دربرداشتند و هدفشان این بود که از راه دریچه‌های تهویه به اتاق گروگان‌ها وارد شوند و با تفنگ‌های نیمه‌خودکار تروریست‌ها را بکشند. نیروها درانتظار شنیدن اسم رمز «آفتاب» برای حمله در جاهایشان مستقر شدند. هم‌زمان، شبکه‌های تلویزیونی در حال پخش زندهٔ عملیات پلیس بودند. در جریان پخش زنده، یکی از تروریست‌ها در حال نگاه کردن به بیرون از بالکن نشان داده‌شد درحالی که یکی از مأموران پلیس با فاصله‌ای کم‌تر از ۶ متر از او روی بام ایستاده‌بود. وقتی عیسی با دیدن این وضعیت تهدید کرد دو گروگان را خواهد کشت، نیروهای پلیس عقب‌نشینی کردند و عملیات متوقف شد.
یک بار گفتگو کنندگان خواهان گفتگوی مستقیم با گروگان‌ها شدند تا از زنده‌بودن اسرائیلی‌ها مطمئن شوند. آندره شپیتسر مربی شمشیربازی، که مسلط به زبان آلمانی بود، و کهات شور مربی تیراندازی، مسن‌ترین عضو تیم اسرائیل، درحالی که دو تروریست تفنگ‌هایشان را به‌سویشان نشانه رفته‌بودند، ایستاده در پای پنجرهٔ ساختمان محاصره‌شده با مسئولان آلمانی گفتگو کردند. سپس هنگامی که شپیتسر می‌خواست به پرسش دیگری پاسخ دهد دربرابر دوربین‌های تلویزیونی ضربه‌ای با قنداق تفنگ به او زدند و او را از جلوی پنجره کنار کشیدند. چند دقیقه بعد تروریست‌ها به هانس-دیتریش گنشر و والتر تروگر، مسئول دهکدهٔ بازی‌ها، اجازه دادند برای گفتگویی کوتاه با گروگان‌ها به آپارتمان‌ها بیایند. تروگر گفت از دیدن وقار در رفتار اسرائیلی‌ها و این‌که انگار خود را به دست سرنوشت سپرده‌بودند تحت تأثیر قرارگرفته است. او همچنین متوجه‌شد شماری از گروگان‌ها، به‌ویژه گوت‌فرویند، مورد ضرب و شتم قرار گرفته‌اند و شانهٔ چپ داوید برگر تیر خورده است. گنشر و تروگر گفتند درون آپارتمان «چهار یا پنج» تروریست را دیده‌اند. این رقم‌ها در اقدامات بعدی ملاک قرارگرفت.
کهات شور به گنشر و تروگر گفت اسرائیلی‌ها مشکلی با برده‌شدن به کشورهای عربی ندارند، به این شرط که آلمان و کشور میزبان امنیت آن‌ها را به‌نحوی مؤثر تضمین کنند. فلسطینی‌ها در ساعت ۶ بعد از ظهر خواهان انتقال به قاهره شدند.

## عملیات ناموفق نجات

### برنامهٔ حمله
مقامات وانمود کردند موضوع انتقال به قاهره را پذیرفته‌اند، هرچند عزیز صدقی، وزیر امور خارجهٔ مصر به آن‌ها گفته‌بود مصر نمی‌خواهد درگیر موضوع گروگان‌گیری شود.
قرارشد تروریست‌ها و گروگان‌ها با دو بالگرد نظامی بل یو اچ ۱ به پایگاه هوایی فورستن‌فلدبروک متعلق به ناتو در آن نزدیکی برده‌شوند. در ساعت ۱۰ شب اتوبوس درخواستی عیسی مسافران را سوار کرد و به سوی بالگردها برد. پنج تیرانداز برای کشتن تروریست‌ها در فرودگاه مستقر شده‌بودند: سه نفر بالای برج مراقبت، یکی پشت یکی از خودروهای فرودگاه و دیگری روی زمین و پشت یک برج مخابراتی. گنشر، مرک و شریبر، و همچنین معاون شریبر گئورگ وُلف، عملیات را از برج مراقبت هدایت می‌کردند. به‌نوشتهٔ Cooley، ریو و Groussard، به زِوی زمیر رئیس موساد، و ویکتور کوهِن، از دستیاران ارشد او نیز اجازه داده‌شده‌بود که به عنوان ناظر در برج مراقبت حضور داشته‌باشند.
طبق برنامه، یک هواپیمای بوئینگ ۷۲۷ با پنج یا شش تن پلیس مسلح در پوشش خدمهٔ هواپیما روی باند فرودگاه قرارگرفته‌بود. توافق بر این بود که عیسی و تونی هواپیما را بازرسی کنند. برنامه این بود که عیسی و تونی در هواپیما دستگیر شوند و تیراندازان تروریست‌های درون بالگردها را بکشند. برپایهٔ سخنان گنشر و تروگر تروریست‌های درون بالگردها نمی‌توانستند بیش از سه تن باشند. اما به‌هنگام انتقال گروگان‌ها از اتوبوس به بالگرد مشخص شد شمار تروریست‌ها روی‌هم هشت نفر است.

### شکست عملیات
در هنگامی که بالگردها به نزدیک فورستن‌فلدبروک رسیدند، مأموران پلیس درون هواپیما بدون مشورت با فرماندهانشان از ادامهٔ مأموریت خودداری کردند. به این ترتیب نیروی پلیس تنها با پنج تیرانداز دربرابر شمار بیشتری تروریست مسلح به سلاح‌های بیشتر قرارگرفت.
بالگردها در ساعت ۱۰:۳۰ شب فرود آمدند و چهار خلبان با شش تروریست از آن‌ها پیاده شدند. با آن که تروریست‌ها قول داده‌بودند گروگان آلمانی نگیرند، چهار تروریست با تفنگ خلبان‌ها را نشانه گرفتند و در آن حال عیسی و تونی برای بازرسی به درون هواپیما رفتند. آن‌ها با دیدن هواپیمای خالی فهمیدند در دام افتاده‌اند و به سوی بالگردها دویدند. وقتی از کنار برج مراقبت می‌گذشتند، تیرانداز شمارهٔ ۳ تلاش کرد عیسی را بکشد تا گروه بی‌رهبر بماند، اما به دلیل نبود روشنایی مناسب تیرش خطا رفت و به پای تونی خورد. با این‌همه، در حدود ساعت ۱۱ مقامات آلمانی به تیراندازان نزدیک صحنه دستور آتش دادند.
در آشوبی که درگرفت، Ahmed Chic Thaa و عفیف احمد حمید، که نزدیک خلبانان موضع گرفته‌بودند کشته‌شدند و دیگران، که یکی از آن‌ها زخمی شده‌بود، در زیر و پشت بالگردها سنگر گرفتند و دور از تیررس تیراندازان بسیاری از چراغ‌های فرودگاه را شکستند. پلیس آلمانی آنتون فلیگرباوئر در جریان تیراندازی کشته‌شد. خلبانان بالگرد گریختند. گروگان‌ها که به صندلی‌های بالگرد بسته شده‌بودند در جریان تیراندازی‌ها تلاش می‌کردند خود را آزاد کنند و بعداً جای دندان بر روی طناب‌هایشان دیده‌شد.

### کشتار
با رسیدن نیروهای کمکی در حدود نیمه‌شب ۶ سپتامبر، یکی از تروریست‌ها، به‌احتمال زیاد عیسی، به‌سوی گروگان‌های بالگرد شرقی رفت و با کلاشنیکف آن‌ها را از فاصلهٔ نزدیک زیر رگبار گرفت. شپرینگر، هالفین و فریدمن درجا کشته‌شدند و به‌نظر می‌رسد برگر که دوتیر به پایش خورده‌بود در آن لحظه زنده مانده‌بود، چون کالبدشکافی دلیل مرگ او را تنفس دود اعلام کرده‌بود. تروریست سپس نارنجکی به درون بالگرد انداخت که آن را منفجر کرد و گروگان‌ها را سوزاند.

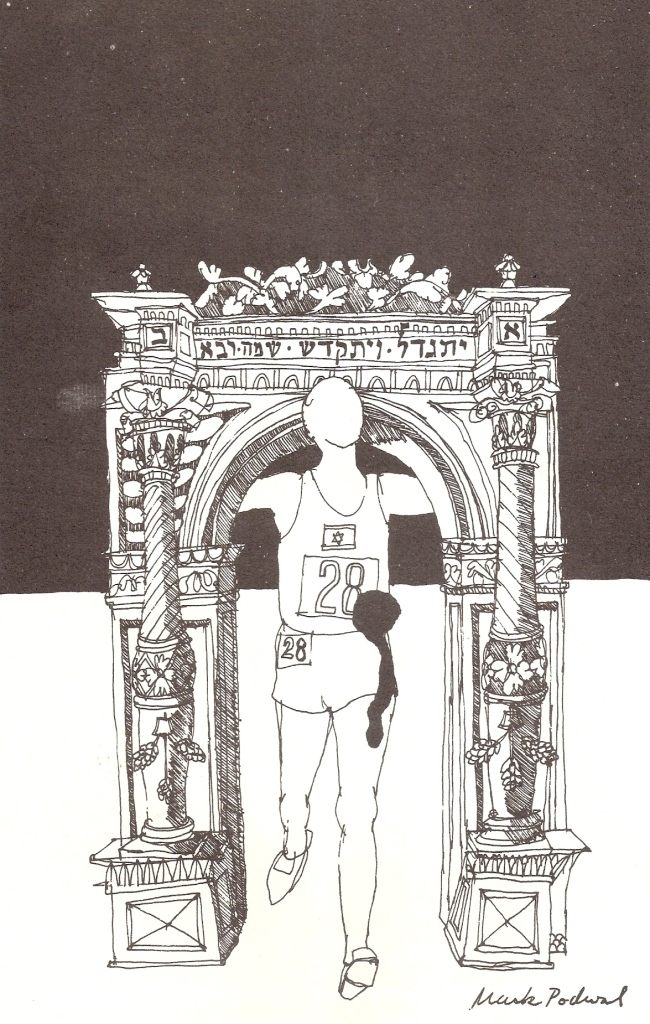
نگاره‌ای از مارک پودوال برای بزرگداشت قربانیان؛ این نگاره نخستین بار در سال ۱۹۷۲ در نیویورک تایمز چاپ شد.

سپس عیسی درحال تیراندازی به‌سوی پلیس به‌سمت باند فرودگاه دوید و با آتش پلیس کشته‌شد. تروریست دیگر، خالد جواد، تلاش کرد بگریزد، اما تیر خورد و کشته‌شد. آنچه برسر دیگر گروگان‌ها آمد هنوز به‌درستی روشن نیست. یکی از بررسی‌های پلیس آلمان نشان می‌دهد که یکی از مأموران پلیس و چند گروگان ممکن‌است در اثر تیراندازی اشتباهی پلیس کشته شده‌باشند. اما مجلهٔ تایم در بازسازی گزارش دادستان استان بایرن، که مدت‌ها پوشیده نگه داشته شده‌بود، نشان‌داد که تروریست دیگری (Adnan Al-Gashey به‌تشخیص ریو) جلوی در بالگرد غربی ایستاده‌بود و پنج گروگان این بالگرد را با رگبار مسلسل خود کشت؛ طی این تیراندازی به‌طور میانگین به گوت‌فرویند، شور، سلاوین، شپیتسر و شاپیرا چهار گلوله شلیک شد. از میان گروگان‌های بالگرد شرقی تنها جنازهٔ زعو فریدمن نسبتاً سالم مانده‌بود؛ موج انفجار بالگرد او را به بیرون پرتاب کرده‌بود. در شماری موارد، یافتن دلیل قطعی مرگ گروگان‌های بالگرد شرقی دشوار بود، چون دیگر جنازه‌ها در اثر انفجار و آتش‌سوزی پس از آن چنان سوخته‌بودند که قابل تشخیص نبودند. سه تروریست دیگر که روی زمین افتاده و خود را به مردن زده‌بودند به‌وسیلهٔ پلیس دستگیر شدند. Jamal Al-Gashey از مچ دست و Mohammed Safady از پا زخمی شده‌بودند و Adnan Al-Gashey سالم بود. تونی از محل گریخت، اما ۴۰ دقیقه بعد در پارکینگ پایگاه یافته‌شد. او در تیراندازی کوتاهی که پس از گیرافتادنش درگرفت کشته‌شد. در ساعت ۱:۳۰ بامداد پیکار به پایان رسید.

## پیامدها
در گزارش‌های آغازین که در همه‌جای جهان پخش شد، اعلام شد همهٔ گروگان‌ها زنده‌اند و همهٔ تروریست‌ها کشته شده‌اند. سپس نمایندهٔ IOC اعلام کرد «گزارش‌های آغازین بیش از اندازه خوش‌بینانه بوده است.» جیم مککی، که در آن سال رویدادهای المپیک را برای شبکهٔ ABC پوشش می‌داد، در ساعت ۳:۲۴ بامداد خبر نهایی تاییدشده را به‌شرح زیر اعلام کرد:
«هم‌اکنون خبر تاییدشده‌ای به دست ما رسید … میدونین؛ بچه که بودم، پدرم می‌گفت 'بهترین آرزوها و بدترین ترسای ما هیچ‌وقت برآورده نمیشن.' اما بدترین ترس ما امشب برآورده شد. الان گفتن که گروگانها یازده‌تا بودن؛ دو نفرشون دیروز صبح تو اتاقشون کشته‌شدن؛ نُه نفرشونم امشب در فرودگاه کشته شدن. همشون از میون ما رفتن.»
در شماری از گزارش‌های تلویزیون، رادیو و روزنامه‌ها نام لادانی هم در میان کشته‌شدگان ذکر شده‌بود. یک روزنامه تیتر زده‌بود "لادانی نتوانست بار دیگر در آلمان از دست سرنوشت بگریزد. " لادانی بعدها در این باره گفت:
«تو مونیخ که بودیم من این خبر را رو نشنیده‌بودم. وقتی برگشتیم اسرائیل، تو فرودگاه لود (Lod) شاید ۲۰٫۰۰۰ نفر جمعیت اومده‌بودن پیشواز. ما هم وایساده‌بودیم کنار تابوتا تو باند فرودگاه. چن نفر اومدن طرف من و جوری بغلم کردن و بوسیدنم که انگار مرده بودم و زنده شدم. اونجا بود که تازه فهمیدم موضوع چیه و متأثر شدم.»

## انتقادها
سایمون ریو یکی از کسانی بود که نوشت روش برخورد با اعضای آموزش دیدهٔ سپتامبر سیاه نشان از ناآمادگی شدید مقامات آلمانی بود. آن‌ها برای حل چنین مشکلی آمادگی نداشتند. این تجربهٔ پرهزینه به تأسیس نیروی ویژهٔ ضدتروریسم آلمان موسوم به GSG 9 در سه ماه بعد منجر شد.
به‌باور منتقدان، مقامات آلمان در این رویداد مرتکب اشتباه‌های گوناگونی شدند. نخست این که برابر محدودیت‌های موجود در قانون اساسی آلمان پس از جنگ، ارتش نمی‌توانست در عملیات نجات شرکت کند، چون نیروهای مسلح آلمان در زمان صلح مجاز به انجام عملیات درون خاک کشور نیستند. مسئولیت برخورد با این موضوع تنها با پلیس مونیخ و مقامات استان بایرن بود.
نیم ساعت پیش از رسیدن گروگان‌ها و تروریست‌ها به فورستن‌فلدبروک روشن شده‌بود که تعداد تروریست‌ها بیش از برآورد اولیه است. شریبر با آن که اطلاعات جدید را دریافت کرده‌بود تصمیم بر ادامهٔ عملیات بدون تغییر گرفت. ازسوی دیگر، اطلاعات جدید به تیراندازان نرسید، چون آن‌ها وسیلهٔ ارتباطی نداشتند. یکی از اصول عملیات نجات با تیراندازی، به‌کارگیری تعداد کافی تیرانداز (دستکم دو نفر برای هر دشمن، و ده نفر در این مورد) است، تا بتوان در نخستین دور تیراندازی بیشترین شمار دشمن را از کار انداخت. در فیلم مستند «Seconds From Disaster» که در سال ۲۰۰۶ از شبکهٔ تلویزیونی نشنال جئوگرافیک دربارهٔ این کشتار پخش شد گفته‌شد که قراربود دو بالگرد کنارهم و در غرب برج مراقبت فرود بیایند. این آرایش به تیراندازان امکان می‌داد هنگام بازشدن در بالگردها به تروریست‌ها تیراندازی کنند. درعوض بالگردها روبه‌روی برج مراقبت و در میان باند فرود آمدند. این حالت درصورت بروز درگیری نه‌تنها به تروریست‌ها امکان پنهان شدن می‌داد، بلکه تیراندازان ۱ و ۲ را در تیررس سه تیرانداز دیگر قرار می‌داد. موقعیت بالگردها جلوی دید تیراندازان را گرفته و در مجموع سه تیرانداز را دربرابر هشت تروریست به‌شدت مسلح قرار داده‌بود.
چنان‌که پیش‌تر گفته‌شد، پنج تیرانداز پلیس نه با یکدیگر ارتباط رادیویی داشتند و نه با مقامات هدایت‌کنندهٔ عملیات، و از این رو نمی‌توانستند هماهنگ عمل کنند. به تیراندازان روی زمین گفته‌شده‌بود با آغاز تیراندازی از سوی تیراندازان برج مراقبت اقدام کنند.
افزون بر آن، تیراندازان برای چنین عملیاتی از تجهیزات بسنده برخوردار نبودند. بسیاری از کارشناسان تفنگ جنگی ژ۳ را برای تیراندازی از آن فاصله مناسب نمی‌دانند. پوکهٔ فشنگ ژ۳ که در آن هنگام تفنگ سازمانی ارتش آلمان بود ۵۱ میلی‌متر است، درحالی که برای تضمین دقت بیشتر تیراندازی از آن فاصله، پوکهٔ ۶۹ میلی‌متری موردنیاز است. هیچ‌کدام از تفنگ‌ها مجهز به دوربین تلسکوپی یا مادون‌قرمز نبودند. همچنین هیچ‌یک از تیراندازان جلیقهٔ ضدگلوله یا کلاه آهنی نداشتند. در محوطهٔ فورستن‌فلدبروک هیچ‌گونه خودروی زرهی دیده نمی‌شد و کمک تنها هنگامی رسید که مدتی از درگیری گذشته‌بود.
در این عملیات اشتباه‌های تاکتیکی بسیاری نیز وجود داشت. تیرانداز ۲ که پشت برج مخابراتی پنهان شده‌بود در خط مستقیم آتش همکارانش در برج مراقبت قرارداشت، بی آن که از وسیلهٔ محافظتی برخوردار باشد و بی آن که دیگر نیروها از جای او آگاه باشند. از این رو، تیرانداز ۲ تا اواخر درگیری امکان تیراندازی پیدا نکرد. او در آن هنگام خالد جواد را که در راه گریز با تیرانداز ۲ روبه‌رو شده‌بود کشت، اما خود نیز به‌سختی با آتش پلیس دیگری که نمی‌دانست به همکارش تیراندازی می‌کند زخمی شد. یکی از خلبانان به نام گونار ابل که در کنار تیرانداز ۲ پناه گرفته‌بود هم با آتش خودی زخمی شد. ابل و تیرانداز هردو بعداً بهبود یافتند.
هیچ‌یک از مأموران پلیس حاضر در هواپیما به دلیل ترک پست مورد بازجویی یا توبیخ قرار نگرفتند. بسیاری از مأموران پلیس و مرزبانان تهدید شده‌بودند که درصورت گفتگو با سازندگان فیلم مزایای بازنشستگی خود را از دست خواهند داد. جزئیات بسیاری از اشتباه‌های عملیاتی نیروهای آلمانی در این عملیات به‌وسیلهٔ هاینتس هوهن‌زین آشکار شد که در عملیات شرکت داشت، اما به‌دلیل بازنشستگی پیش از موعد حقوق بازنشستگی به او تعلق نگرفت.

## رویدادهای بعدی
جنازهٔ پنج تروریست فلسطینی— عفیف، نزال، Chic Thaa، حمید و جمال— به لیبی تحویل داده‌شد و در آنجا با استقبال قهرمانانه و تشریفات کامل نظامی به خاک سپرده‌شد. در ۸ سپتامبر، هواپیماهای اسرائیلی در پاسخ به این کشتار ۱۰ پایگاه سازمان آزادی‌بخش فلسطین در سوریه و لبنان را بمباران کردند. در این حمله حداکثر ۲۰۰ غیرنظامی و نظامی کشته‌شدند.
سه تروریست زنده‌مانده دستگیر و در یکی از زندان‌های مونیخ برای محاکمه نگهداری شدند. در ۲۹ اکتبر، ربایندگان یک هواپیمای مسافربری شرکت هواپیمایی لوفت هانزای آلمان غربی خواهان آزادی این تروریست‌ها شدند. آلمان غربی بی‌درنگ Safady و Al-Gasheys را آزاد کرد. آنها، چنان‌که در One Day in September نشان داده‌شد، در ورود به لیبی با استقبال باشکوهی روبه‌رو شدند و در گفتگوی خبری جزئیات رویدادهای عملیاتشان را بیان کردند.
این کشتار بسیاری از کشورهای اروپایی را برآن داشت نیروهای دائمی، حرفه‌ای و همیشه در دسترس ضدتروریسم تشکیل دهند یا سازماندهی نیروهای موجود را اصلاح کنند. طراحان و سازندگان برجستهٔ جنگ‌افزار نیز به‌انگیزهٔ این کشتار برآن شدند جنگ‌افزارهای کارآمدتری برای پیکار با تروریزم طراحی کنند.

## تأثیر بر بازی‌ها
این گروگان‌گیری باعث شد تا برای نخستین بار در تاریخ المپیک نوین، بازی‌ها از نیمه متوقف شود. در ۶ سپتامبر، آیین یادبودی با شرکت ۸۰٫۰۰۰ تماشاچی و ۳٫۰۰۰ ورزشکار در استادیوم المپیک برگزار شد. آوری براندج رئیس کمیتهٔ بین‌المللی المپیک، در سخنرانی خود به ورزشکاران کشته‌شده اشاره‌ای نکرد و با قدردانی از استواری جنبش المپیک، حمله به ورزشکاران اسرائیلی را با مباحثی که به‌تازگی برای حرفه‌ای کردن المپیک و حذف رودزیا از بازی‌ها بالا گرفته‌بود مشابه دانست. این‌گونه سخن گفتن براندج خشم بسیاری از شنوندگان را برانگیخت. در این آیین یادبود، آنکی، همسر آندره شپیتسر؛ مادر موشه وینبرگ؛ و کارمل الیاش، دخترعموی وینبرگ، به‌نمایندگی از خانواده‌های قربانیان شرکت کرده‌بودند. الیاش در جریان مراسم بیهوش شد و در اثر سکتهٔ قلبی درگذشت.
بسیاری از ۸۰٫۰۰۰ تماشاچی حاضر در استادیوم المپیک در جریان بازی فوتبال میان آلمان غربی و مجارستان سروصدا راه می‌انداختند و پرچم تکان می‌دادند، اما وقتی شماری از آن‌ها پلاکاردی با مضمون "۱۷ نفر مرده‌اند؛ به‌همین زودی یادتان رفته؟" افراشتند، مسئولان انتظامی پلاکارد را برچیدند و دارندگانش را از ورزشگاه بیرون کردند. به‌درخواست ویلی برانت، درجریان برگزاری آیین یادبود پرچم المپیک و پرچم بیشتر کشورهای شرکت‌کننده نیمه‌افراشته بود. ده کشور عربی نسبت به پایین آورده‌شدن پرچم‌هایشان برای بزرگداشت کشته‌شدگان اسرائیلی اعتراض کردند و پرچم‌هایشان بی‌درنگ بالا برده‌شد.
ویلی دائومه، رئیس کمیتهٔ سازمان‌دهی بازی‌ها در آغاز خواهان ادامه ندادن بازی‌ها بود، اما سرانجام براندج و دیگران که می‌گفتند نمی‌گذارند بازی‌ها به‌خاطر یک حادثه متوقف شود پیروز شدند. براندج گفت «بازی‌ها باید ادامه یابد و ما باید همچنان برای برگزاری بازی‌هایی پاک و سالم تلاش کنیم.»
در ۶ سپتامبر و پس از برگزاری آیین یادبود، اعضای تیم اسرائیل از بازی‌ها کنار رفتند و مونیخ را ترک کردند. برای همهٔ ورزشکاران اسرائیلی محافظ گذاشته‌شد. مارک سپیتز، ستارهٔ آمریکایی شنا که مسابقه‌هایش به‌پایان رسیده‌بود، درجریان درگیری‌ها مونیخ را ترک کرد. سپیتز یهودی سرشناسی بود و بیم آن می‌رفت که او هم در خطر بیفتد تیم مصر در ۷ سپتامبر از بازی‌ها کناره‌گیری و دلیل این کار را ترس از تلافی عنوان کرد. تیم‌های فیلیپین و الجزایر، و همچنین شماری اعضای تیم‌های هلند و نروژ نیز از بازی‌ها کنار رفتند. کنی مور در مقاله‌ای که دربارهٔ این حادثه در Sports Illustrated نوشته‌بود از یوس هرمنس، دوندهٔ هلندی، چنین نقل قول کرد "موضوع به‌همین سادگیه: ما رو دعوت کرده‌بودن مهمونی؛ حالا اگه یکی بیاد تو مهمونی و آدم بکشه، دیگه میشه اونجا موند؟" بسیاری از ورزشکارانی هم که ماندند، در اثر حادثه دیگر انگیزه‌ای برای رقابت نداشتند.
چهار سال بعد در المپیک ۱۹۷۶ مونترئال، تیم اسرائیل برای یادبود حادثه با روبانی سیاه بر پرچم به استادیوم وارد شد.
خانواده‌های شماری از قربانیان از کمیتهٔ بین‌المللی المپیک خواستار نصب سازهٔ یادبود دائمی در این‌باره شدند. کمیتهٔ بین‌المللی المپیک با این درخواست مخالفت کرد و گفت هرگونه اشارهٔ مشخص به قربانیان می‌تواند «به‌معنی نادیده‌گرفتن دیگر اعضای جامعهٔ المپیک باشد.» آلکس گیلادی، از مسئولان اسرائیلی کمیتهٔ بین‌المللی المپیک، به بی‌بی‌سی گفت «باید درنظر بگیریم چنین کاری ممکن است اعضای تیم کشورهای دشمن اسرائیل را تحریک کند.»
کمیتهٔ بین‌المللی المپیک همچنین با درخواست یک دقیقه سکوت به‌احترام قربانیان اسرائیلی در چهلمین سالگرد حادثه در آیین گشایش المپیک ۲۰۱۲ لندن مخالفت کرد.
به‌یادبود این کشتار، در مونیخ، سنگ یادبودی بر روی پلی که ورزشگاه المپیک مونیخ را به دهکدهٔ بازی‌ها وصل می‌کند؛ و سنگ یادبود دیگری در برابر اقامتگاه ورزشکاران اسرائیلی در ساختمان شمارهٔ ۳۱ خیابان کولونی دهکدهٔ بازی‌ها نصب شده است.

## واکنش اسرائیل
گلدا مئیر و کمیتهٔ دفاع اسرائیل به موساد مأموریت محرمانه داد کسانی را که تصور می‌شد در این کشتار دست‌داشته‌اند پیدا کند و ترور کند. موساد به‌این منظور با کمک شعبه‌هایش در اروپا چند گروه ویژه برای یافتن و کشتن فدائیان ایجاد کرد.
بخشی از گفتگوی خبری سال ۲۰۰۶ زوی زمیر، رئیس وقت موساد، در این باره به‌شرح زیر بود:
- آیا در اقدام علیه تروریست‌ها عامل انتقام نقشی داشت؟
- نه؛ ما نمی‌خواستیم انتقام بگیریم. ما را متهم به انتقام‌گیری می‌کنند؛ بی‌معنی است. کاری که ما کردیم پیش‌گیری قاطع از تکرار چنین رویدادهایی بود. ما علیه کسانی اقدام کردیم که فکر می‌کردند می‌توانند به اقدامات تروریستی ادامه دهند. نمی‌گویم قرار نبود آدمکشان مونیخ کشته‌شوند؛ آن‌ها بی‌تردید شایستهٔ مرگ بودند. اما ما کاری به گذشته نداشتیم؛ به آینده نگاه می‌کردیم.
- آیا از گلدا مئیر دستوری مبنی بر انتقام‌گیری از مسئولان کشتار مونیخ دریافت نکردید؟
- گلدا از این که ما مجبور بودیم این سلسله عملیات را انجام دهیم ناراحت بود. او هیچ‌گاه به من نگفت «از مسئولان کشتار مونیخ انتقام بگیرید.» هیچ‌کس به من چنین چیزی نگفت.

عملیات اسرائیل در این باره بعدها به نام عملیات خشم خدا معروف شد. ریو از قول ژنرال آهارون یاریو (Aharon Yariv)، ناظر عملیات، می‌نویسد دولت اسرائیل پس از کشتار مونیخ گزینه‌ای جز اجرای عدالت نداشت.
«گزینهٔ دیگری نداشتیم؛ می‌بایست جلویشان را می‌گرفتیم و راه دیگری نداشتیم … از کاری که کردیم احساس غرور نمی‌کنیم، اما موضوع موضوعِ اجبار بود. ما قانون توراتی چشم دربرابر چشم را اجرا کردیم … گفتنش سخت است، اما من در برخورد با این مسئله موضوع هزینه و فایده را درنظر گرفتم، نه اخلاقیات را. می‌شود گفت اگر من آدم منطقی و سرسختی باشم باید بتوانم از خودم بپرسم فایدهٔ سیاسی کشتن این فرد مشخص چیست؟ آیا ما را به صلح نزدیک‌تر خواهد کرد؟ آیا ما را به صلح با فلسطینیان نزدیک‌تر خواهد کرد؟ در بسیاری موارد پاسخ من منفی است. اما درمورد سپتامبر سیاه چارهٔ دیگری نداشتیم و موفق شدیم. آیا چنین کاری ازنظر اخلاقی درست است؟ دربارهٔ این پرسش می‌توان بحث کرد. آیا از نظر سیاسی لازم است؟ در این مورد چنین بود.»
به‌نوشتهٔ بنی موریس با استفاده از اطلاعات دریافتی از بریدگان سازمان آزادی‌بخش فلسطین و سازمان‌های جاسوسی کشورهای اروپایی دوست، سیاهه‌ای از افراد هدف تهیه‌شد. سپس موجی از کشتار اعضای مظنون سپتامبر سیاه، اروپا را دربرگرفت.
موساد در ۹ آوریل ۱۹۷۳ با همکاری نیروهای دفاعی اسرائیل عملیات بهار جوانی را در بیروت اجرا کرد. هدف‌های این عملیات عبارت بودند از محمد یوسف النجار، رئیس شاخهٔ اطلاعاتی فتح و به‌گفتهٔ موریس سرپرست سپتامبر سیاه، کمال عدوان، سرپرست «بخش غربی» سازمان آزادی‌بخش فلسطین و مسئول عملیات آن در درون اسرائیل و کمال نصیر، سخنگوی سازمان آزادی‌بخش فلسطین. در شب عملیات، گروهی از تکاوران سایرت با نه قایق موشک‌انداز و چند قایق کوچک نگهبانی در یکی از سواحل متروک لبنان پیاده شدند. سپس با دو خودرو به مرکز بیروت رفتند و در آنجا نجار، کمال عدوان و کمال ناصر را کشتند. دو گروه دیگر از تکاوران، ساختمان مرکزی حزب جبههٔ آزادی فلسطین PFLP و یک کارگاه ساخت مواد منفجرهٔ فتح را منفجر کردند. فرمانده تکاوران ایهود باراک بود.
در ۲۱ ژوئیهٔ ۱۹۷۳ در جریان رویداد موسوم به ماجرای لیلهامر، گروهی از مأموران موساد به‌اشتباه مردی مراکشی به نام Ahmed Bouchiki را که ارتباطی با کشتار مونیخ نداشت در شهر لیلهامر نروژ کشتند. یکی از خبرچینان موساد Bouchiki را به‌اشتباه علی حسن سلامه رهبر نیروی ۱۷ و عامل سپتامبر سیاه معرفی کرده‌بود. پلیس نروژ در این ارتباط پنج مأمور موساد که دو تن از آن‌ها زن بودند را دستگیر کرد و مأموران دیگر گریختند. این پنج مأمور به‌اتهام قتل به زندان افتادند، اما در ۱۹۷۵ آزاد و به اسرائیل برگردانده‌شدند. موساد بعداً علی حسن سلامه را یافت و در ۲۲ ژانویهٔ ۱۹۷۹ در بیروت با بمب کنترل از راه دور کشت. در این حمله چهار رهگذر کشته و ۱۸ رهگذر دیگر زخمی‌شدند.
درپی شکایت خانواده‌های قربانیان، در سال ۲۰۰۴ و پس از یک دادرسی طولانی، دولت آلمان به پرداخت ۳ میلیون یورو غرامت به آن‌ها محکوم شد.

## نگارخانه

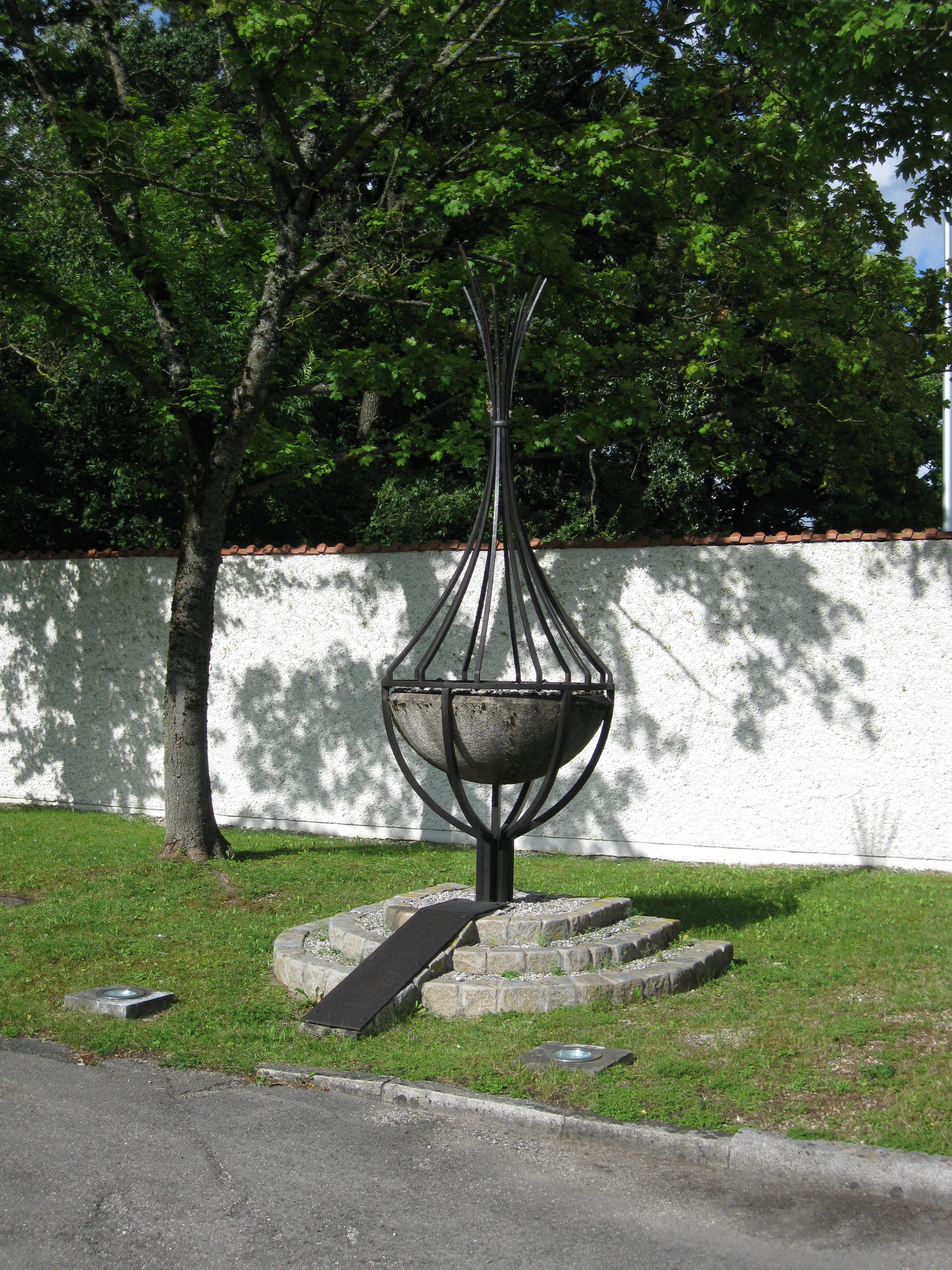
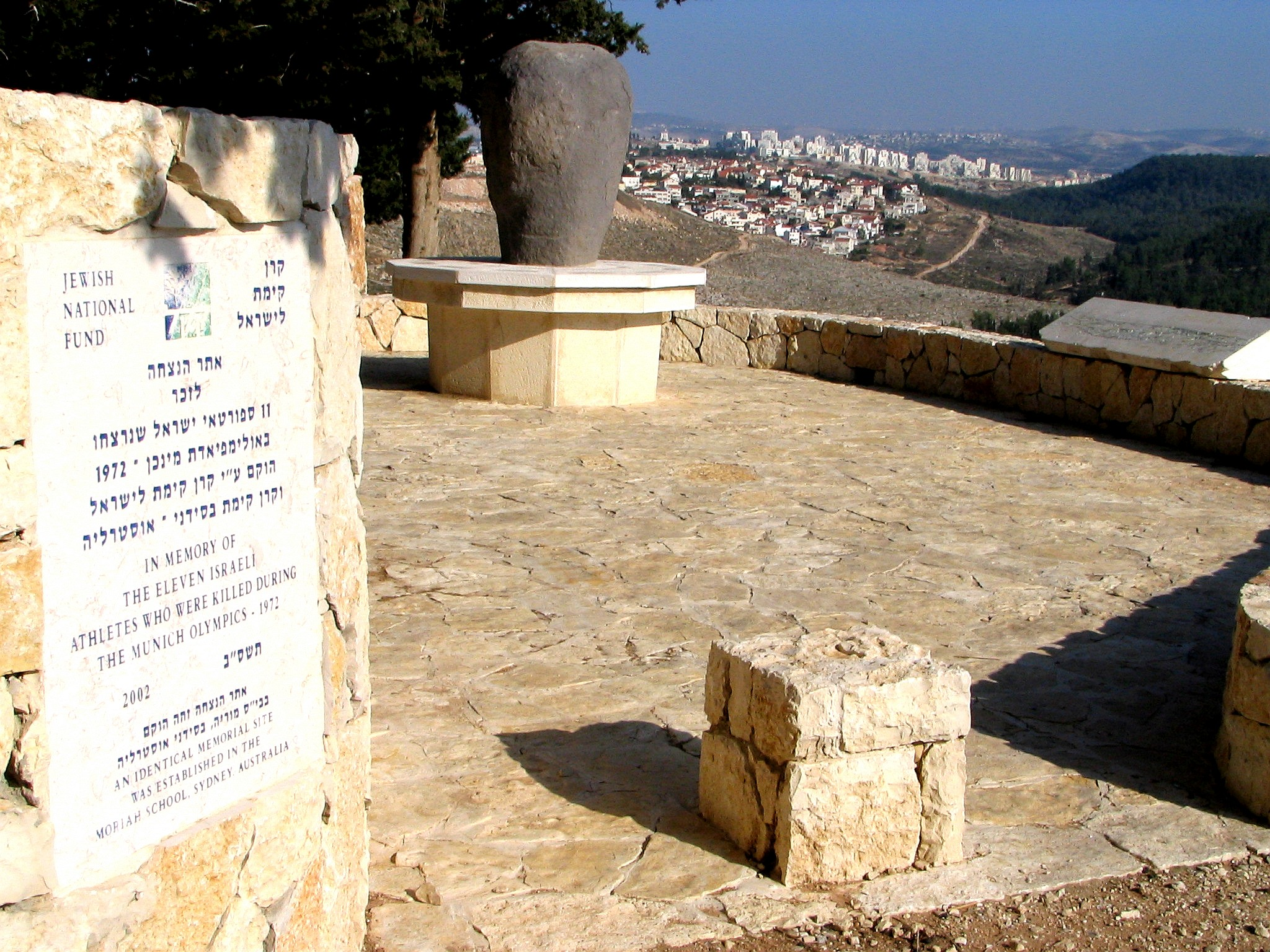